# Летоон
Летоон (дав.-гр. Λητῶον, трансліт. Lētōon) — древнє святилище богині Лето (у римській міфології — Латона), а також її дітей-близнюків Аполлона і Артеміди. Розташоване у турецькій провінції Мугла, за 40 км від міста Фетхіє, на околиці села Кумлуова. Розташований приблизно за 4 км на південь від Ксантосу на узбережжі річки Ксантос.
Один з найважливіших релігійних центрів давньої Лікії.
Летоон, разом з руїнами сусіднього міста Ксанф, включений до списку Світової спадщини ЮНЕСКО в 1988 році.

## Історія
Найраніші археологічні знахідки, виявлені на місці святилища, датуються VII століттям до Р. Х.
У період, що передує еллінізації лікійського регіону (VII-V століття до Р. Х.) На цьому місці цілком ймовірно розташовувалося давніше святилище, що служило центром культу Богині-матері (У Лікії — Eni Mahanahi). З приходом греків і поширенням їх культури, в IV столітті до Р. Х., тут виникає поклоніння богині Лето та її дітям — Аполлону і Артеміді.
Згідно з однією з легенд, викладеної римським поетом Овідієм в його поемі «Метаморфози», німфа Лето була спокушена Зевсом і народила близнюків: Аполлона і Артеміду на острові Делос, в Егейському морі. Гера, дружина Зевса, охоплена ревнощами переслідувала Лето і та бігла в Анатолію. У невеликого озера, на місці, де зараз розташоване святилище, вона спробувала втамувати спрагу, але місцеві жителі завадили їй в цьому, замутивши воду. Тоді в гніві вона перетворила їх на жаб.
Близько VII століття поселення було закинуто і прийшло в запустіння.

## Розкопки

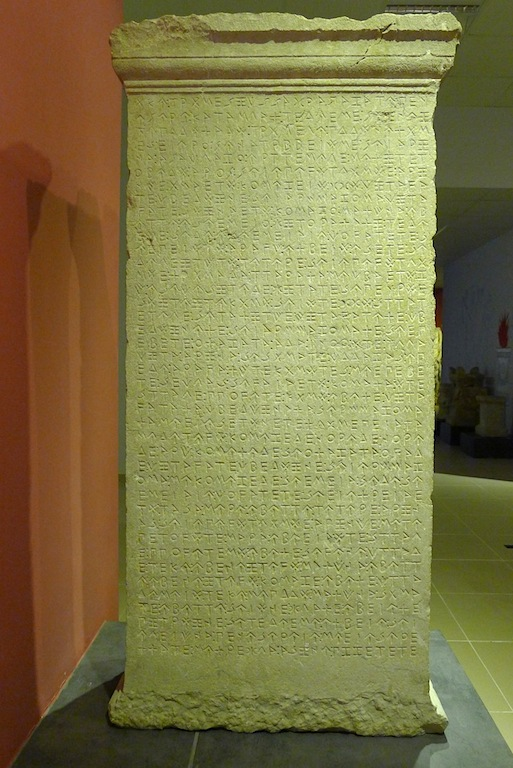
Тримовна стела з Летоонау. Сторона з лікійським текстом

Фундаменти трьох храмів, присвячених Лето, Аполлону і Артеміді, були виявлені в ході розкопок, які проводилися в 1962-1965 рр. під керівництвом французького археолога Анрі Метцгера.
На місці святилища була знайдена стела з написами на трьох мовах (грецькою, арамейською і лікійською). Написи на стелі, що датуються 358 роком до Р. Х., разом з написами обеліска і Ксанфі, внесли важливий внесок в розшифровку лікійської мови. На початок ХХІ сторіччя стела зберігається в музеї міста Фетхіє.

## Пам'ятки
- Театр з критою галереєю (II ст. до Р. Х.). від північного боку театру починається дорога, яка прямує у сусідній Ксанф, що проходить через давнє Лікійське кладовищі.
- Гробниця знатного римлянина поруч з театром.
- Храм богині Лето (III в. до Р. Х.) в іонічному стилі. Найбільша споруда.
- Храм Артеміди.
- Храм з доричною колонадою і мозаїкою на підлозі із зображенням ліри і сагайдака зі стрілами, імовірно присвячений Аполлону і Артеміді.
- Джерело (nymphaeum) — будівля прямокутної форми з двома нішами і прилеглим напівкруглим басейном 27 м в діаметрі. Побудований в період еллінізму. Басейн прибудований в римський період.
- Візантійська базиліка. Розташована з південної сторони від трьох античних храмів (Лето, Аполлона і Артеміди). Датується V століттям. При будівництві використовувалися камені сусідніх язичницьких храмів.